# Перестрахователь
Не путать с перестраховщиком.
Перестрахователь, цедент (англ. cedent, ceding company, assigner) — страховщик, заключивший с перестраховщиком договор перестрахования
.
В соответствии с договором перестрахования перестрахователь передаёт перестраховщику часть собранной страховой премии, а перестраховщик взамен берёт на себя обязательство возместить часть расходов по наступившим страховым случаям сверх собственного удержания перестрахователя. Последующая передача перестраховщиком рисков и страховых премий другим перестраховщикам называется ретроцессией.
Передача страховщиком рисков  в перестрахование не освобождает его от обязательств по заключённым договорам страхования. Согласно общей практике, страховщик сначала производит страхователю страховую выплату в полном объёме, и, уже имея на руках все подтверждающие выплату документы, обращается за возмещением по договорам перестрахования.